# Nikolaus Bencsics
Nikolaus Bencsics, kr. Nikola Benčić, (* 12. Oktober 1937 in Nagynyárád) ist ein ungarischer Sprachwissenschaftler, Historiker, Pädagoge und Schriftsteller.

## Leben

### Ausbildung
Bencsics besuchte die Volksschulen in Narda und Jászberény-Hajta, letztere im Zuge der Zwangsumsiedlung seiner Eltern. Von 1953 bis 1956 besuchte der die südslawische Lehrer-Ausbildungsstätte in Budapest. Bencsics erlebte den Ungarischen Volksaufstand in Budapest und kam im Jahr 1957 nach Tirol. Er maturierte in der Mittelschule für ungarische Flüchtlinge in Grän. Von 1957 bis 1962 studierte er Slawistik und Geschichte an der Universität Wien. Im Jahr 1963 erlangte er den Doktortitel mit der Dissertation „Leben, Arbeit und literarische Rolle von Mate Meršić Miloradić“.

### Wirken
Ab 1963 arbeitete er als Erzieher im bischöflichen Internat in Eisenstadt und unterrichtete an der Katholischen Lehrerbildungsanstalt und ihren Nachfolgeinstitutionen (Musisch-pädagogisches Realgymnasium der Diözese Eisenstadt sowie Oberstufenrealgymnasium
der Diözese Eisenstadt). Ebenso lehrte er an der Pädagogischen Hochschule in Eisenstadt. Von 1984 bis 2007 war er Lektor für Literatur und Kultur der burgenländischen Kroaten am Institut für Slawistik der Universität Wien.
1983 wurde er Mitglied der kroatischen Akademie der Wissenschaften und Künste in Zagreb. Im Jahr 1999 erhielt Bencsics für sein Engagement und die Arbeit als Lehrer, Funktionär, Sprachwissenschaftler, Publizist und Forscher den Kulturpreis der Burgenlandkroaten. Er ist Mitglied des Vereines kroatischer Schriftsteller in Zagreb. Die Universität Wien verlieh ihm 2002 den Titel eines Honorarprofessors.
Auf nationalem Sektor begann er sich im kroatischen Akademikerklub zu engagieren (Hrvatski Akademski Klub, HAK). Bencsics ist Kulturreferent und Mitbegründer der Zeitschrift „Glas“. Von 1972 bis 1976 leitete er als Präsident den kroatischen Presseverein Hrvatsko Štamparsko Društvo. 1994 konstituierte sich durch seine treibende Kraft das wissenschaftliche Institut der burgenländischen Kroaten Znanstveni Institut Gradišćanskih Hrvatov, dessen Ausschussmitglied und Nestor er seit langem ist.
Nikola Bencsics ist Autor und Herausgeber zahlreicher Bücher, Studien und Artikel. Er ist verheiratet und hat zwei Söhne. Heute lebt er in Eisenstadt.

## Publikationen
- Deutsch-burgenländischkroatisch-kroatisches Wörterbuch, Ed. Roetzer, Eisenstadt, Zagreb, ISBN 3-85374-093-6